# 長野県道85号穂高明科線
長野県道85号穂高明科線（ながのけんどう85ごう ほたかあかしなせん）は、長野県安曇野市を通る県道（主要地方道）である。

## 概要

### 路線データ
- 起点：安曇野市穂高（常盤町交差点、国道147号交点）
- 終点：安曇野市明科七貴（国道19号交点）

## 歴史
- 1954年（昭和29年）：陸郷穂高線を認定。
- 1993年（平成5年）5月11日 - 建設省から、県道陸郷穂高線が穂高明科線として主要地方道に指定される[1]。
- 1994年（平成6年）4月1日：陸郷穂高線を穂高明科線へ変更。

## 路線状況

### 重複区間
- 長野県道51号大町明科線（安曇野市明科七貴・押野交差点 - 安曇野市明科七貴・下押野交差点）

## 地理

### 通過する自治体
- 安曇野市

### 交差する道路
- 国道147号・長野県道317号穂高停車場線（安曇野市穂高・常盤町交差点、起点）
- 長野県道307号下木戸有明停車場線（安曇野市穂高北穂高）
- 長野県道306号有明大町線新道（安曇野市穂高北穂高・安曇橋南交差点）
- 長野県道51号大町明科線（安曇野市明科七貴・押野交差点）
- 長野県道51号大町明科線（安曇野市明科七貴・下押野交差点）
- 国道19号（安曇野市明科七貴・終点）